# Bo Roberson
Irvin "Bo" Roberson, född 23 juli 1935 i Blakely i Georgia, död 15 april 2001 i Pasadena i Kalifornien, var en amerikansk friidrottare.
Roberson blev olympisk silvermedaljör i längdhopp vid sommarspelen 1960 i Rom.